# Mathilde van Schotland
Mathilde van Schotland, oorspronkelijk Edith, (vermoedelijk Dunfermline, 1079 — Palace of Westminster, 1 mei 1118) was de eerste vrouw van Hendrik I van Engeland en daardoor koningin van Engeland en hertogin van Normandië.

## Jeugd
Edith was dochter van Malcolm III van Schotland en Margaretha van Engeland. De koningin van Engeland Mathilde van Vlaanderen was haar peettante en haar oudste zoon Robert Curthose was haar peetoom. Toen ze zes jaar oud was werd ze naar de abdij van Romsey gestuurd, waar haar tante Christina abdis was. Ook verbleef ze een periode in de abdij van Wilton (Wiltshire). Edith kreeg een goede opvoeding en leerde lezen en schrijven, Engels, Frans en Latijn. Veel hoge Engels-Normandische edelen wilden met haar trouwen en ze werd uiteindelijk verloofd met Alan Rufus, de heer van Richmond. In 1093 overleden Malcolm en Margaretha, terwijl Alan Rufus een dochter van Harold II van Engeland uit het klooster ontvoerde. Edith verdween uit het klooster. Aartsbisschop Anselmus van Canterbury gaf opdracht dat ze terug moest keren naar het klooster maar dat deed Edith niet, en het is niet bekend wat ze in de periode tot 1100 heeft gedaan.

## Huwelijk
Op 11 november 1100 trouwde Edith met Hendrik I van Engeland. Volgens de kronieken kenden Hendrik en Edith elkaar al langer, en hield Hendrik van haar. Bovendien was ze een nicht van Edgar Ætheling, die na de dood van Harold II van Engeland nog tot koning van Engeland was uitgeroepen maar niet meer werd gekroond, en een achterkleindochter van koning Edmund II van Engeland. Zij was dus een afstammeling van het oude Engelse koningshuis en dit huwelijk ondersteunde de rechten van Hendrik op de Engelse troon. Als gebaar naar de Normandische adel veranderde ze haar naam van Edith (een typisch Angelsaksische naam) in Mathilda (een Frankische naam). Zij wordt ook wel met de naam Maud vermeld.
Mathilda was opgevoed in kloosters en daardoor was er twijfel of ze niet eigenlijk een non was, en dus niet zou kunnen trouwen. Anselmus van Canterbury stelde een commissie van geestelijken in om het probleem te onderzoeken. De conclusie was dat Mathilda feitelijk nog geen non was geworden, en dus vrij was om te trouwen.
Mathilda had een bescheiden bruidsschat, vooral oude bezittingen van Edith van Wessex die ze had geërfd. Bij het huwelijk gaf Hendrik haar aanzienlijke bezittingen, vooral in Londen. Het gebied tussen St Paul's Cathedral (Londen) en de Theems wordt nog steeds Queenhithe genoemd. Drie van haar broers werden koning van Schotland, en in die tijd was er vrede tussen Schotland en Engeland.

## Koningin
In de jaren na het huwelijk kreeg Mathilda een dochter en een zoon. Ze vergezelde Hendrik veel op zijn tochten door Engeland en zou in 1106/1107 ook met hem naar Normandië zijn gegaan. Daarna verbleef ze vooral in Westminster. Ze bestuurde de hofhouding en was regent van Engeland als Hendrik afwezig was.
Mathilda correspondeerde met Anselmus van Canterbury en bemiddelde in het politieke conflict van Hendrik met Anselmus in de periode (1103-1107). Ze bouwde een nieuwe kerk voor de abdij van Waltham Abbey, ze stichtte het kapittel van de Heilige Drie-eenheid in Aldgate, ze liet de eerste boogbrug van Engeland bouwen in Bow (Londen) en ze liet in Queenhithe een badhuis bouwen met stromend water en openbare toiletten. Ook was ze bekend door haar zorg voor armen en zieken, en stichtte ze twee leprahospitalen - een daarvan is nu de kerk van St-Gilles in Camden (Londen). Aan haar hof verzamelde ze dichters en muzikanten, en ze gaf opdracht voor het schrijven van een hagiografie van haar moeder.
Mathilda overleed in 1118 en werd begraven in Westminster Abbey. Enige tijd werd ze als heilige vereerd maar ze is niet heilig verklaard.

## Kinderen
Mathilde en Hendrik kregen met zekerheid de volgende kinderen:
- Mathilde gehuwd met keizer Hendrik V en Godfried V van Anjou, erfgename van Hendrik na het overlijden van haar broer, moeder van Hendrik II van Engeland;
- William Adelin, overleden tijdens de ramp met het White Ship.

Op grond van vage aanwijzingen in literatuur worden ook de volgende kinderen genoemd:
- Euphemia (1101-?);
- Richard (jong gestorven).

## Voorouders
| Voorouders van Mathilde van Schotland (1079-1118) | Voorouders van Mathilde van Schotland (1079-1118)                            | Voorouders van Mathilde van Schotland (1079-1118)                            | Voorouders van Mathilde van Schotland (1079-1118)                            | Voorouders van Mathilde van Schotland (1079-1118)                            | Voorouders van Mathilde van Schotland (1079-1118)                            | Voorouders van Mathilde van Schotland (1079-1118)                            | Voorouders van Mathilde van Schotland (1079-1118)                            | Voorouders van Mathilde van Schotland (1079-1118)                            |
| ------------------------------------------------- | ---------------------------------------------------------------------------- | ---------------------------------------------------------------------------- | ---------------------------------------------------------------------------- | ---------------------------------------------------------------------------- | ---------------------------------------------------------------------------- | ---------------------------------------------------------------------------- | ---------------------------------------------------------------------------- | ---------------------------------------------------------------------------- |
| Overgrootouders                                   | Crínan van Dunkeld (975-1045) ∞ Bethóc van Schotland (-)                     | Crínan van Dunkeld (975-1045) ∞ Bethóc van Schotland (-)                     | ? (-) ∞ ? (-)                                                                | ? (-) ∞ ? (-)                                                                | Edmund II van Engeland (990-1016) ∞ Ealdgyth Morcarsdotter (-)               | Edmund II van Engeland (990-1016) ∞ Ealdgyth Morcarsdotter (-)               | Stefanus I van Hongarije? (975-1038) ∞ Gisela van Beieren? (985-1060)        | Stefanus I van Hongarije? (975-1038) ∞ Gisela van Beieren? (985-1060)        |
| Grootouders                                       | Duncan I (1001-1040) ∞ Suthen?                                               | Duncan I (1001-1040) ∞ Suthen?                                               | Duncan I (1001-1040) ∞ Suthen?                                               | Duncan I (1001-1040) ∞ Suthen?                                               | Eduard Ætheling (1016-1057) ∞ Agatha van ...                                 | Eduard Ætheling (1016-1057) ∞ Agatha van ...                                 | Eduard Ætheling (1016-1057) ∞ Agatha van ...                                 | Eduard Ætheling (1016-1057) ∞ Agatha van ...                                 |
| Ouders                                            | Malcolm III van Schotland (1031-1093) ∞ Margaretha van Schotland (1045-1093) | Malcolm III van Schotland (1031-1093) ∞ Margaretha van Schotland (1045-1093) | Malcolm III van Schotland (1031-1093) ∞ Margaretha van Schotland (1045-1093) | Malcolm III van Schotland (1031-1093) ∞ Margaretha van Schotland (1045-1093) | Malcolm III van Schotland (1031-1093) ∞ Margaretha van Schotland (1045-1093) | Malcolm III van Schotland (1031-1093) ∞ Margaretha van Schotland (1045-1093) | Malcolm III van Schotland (1031-1093) ∞ Margaretha van Schotland (1045-1093) | Malcolm III van Schotland (1031-1093) ∞ Margaretha van Schotland (1045-1093) |

- Bibliothèque nationale de France: cb166980553 (data)
- Gemeinsame Normdatei: 128463740
- International Standard Name Identifier: 0000 0003 8215 0450
- Library of Congress Control Number: nr96023091
- Nationale Bibliotheek van Israël: 987009348823205171
- Nederlandse Thesaurus van Auteursnamen: 262438755
- Système universitaire de documentation: 077491947
- Virtual International Authority File: 263681684
- WorldCat: E39PBJfrQQxkYmDVhttC7r7fv3